# Nghịch lý Simpson

Nghịch lý Simpson đối với dữ liệu định lượng: xu hướng tích cực xuất hiện đối với hai nhóm nhỏ khi phân tích số liệu riêng biệt (xanh và đỏ), trong khi xu hướng tiêu cực (đen, nét đứt) xuất hiện khi các nhóm được kết hợp

Nghịch lý Simpson (tiếng Anhː Simpson's paradox) hay hiệu ứng Yule–Simpson, là một nghịch lý trong xác suất và thống kê, phát biểu rằng một xu hướng xuất hiện trong nhiều nhóm con của dữ liệu nhưng biến mất hoặc đảo ngược khi các nhóm đó được gộp lại. Nó đôi khi được gọi bằng nghịch lý đảo ngược hay nghịch lý gộp.
Kết quả này thường gặp trong các thống kê của khoa học xã hội và y tế và gây hiểu lầm đặc biệt khi dữ liệu tần suất được diễn giải theo quan hệ nhân quả một cách không phù hợp. Nghịch lý này có thể được giải quyết khi các biến nhiễu và mối quan hệ nhân quả được giải quyết một cách thích hợp trong mô hình thống kê (ví dụ: thông qua phân tích cụm (cluster analysis)). 
Edward H. Simpson lần đầu tiên mô tả hiện tượng này trong một bài báo kỹ thuật vào năm 1951 nhưng các nhà thống kê Karl Pearson (năm 1899)) và Udny Yule (năm 1903) đã đề cập đến những hiệu ứng tương tự trước đó. Cái tên nghịch lý Simpson được Colin R. Blyth giới thiệu vào năm 1972.
Nhà toán học Jordan Ellenberg lập luận rằng nghịch lý Simpson được đặt tên sai vì "không có mâu thuẫn nào liên quan, chỉ có hai cách khác nhau để suy nghĩ về cùng một dữ liệu" và cho rằng bài học của nghịch lý này "không thực sự là cho chúng ta biết nên chọn quan điểm nào mà là nhấn mạnh rằng chúng ta phải ghi nhớ cả các bộ phận và toàn bộ cùng một lúc."

## Xác suất xuất hiện
Một bài báo của Pavlides và Perlman (2009) đưa ra bằng chứng rằng trong một bảng ngẫu nhiên 2 × 2 × 2 có phân phối đều, nghịch lý Simpson sẽ xảy ra với xác suất chính xác là 1⁄60. Một nghiên cứu của Kock cho thấy rằng xác suất nghịch lý Simpson sẽ xảy ra ngẫu nhiên trong các mô hình path (tức là các mô hình được tạo ra bởi phân tích path) với hai biến độc lập và một biến phụ thuộc là khoảng 12,8%.

## Bibliography
- Leila Schneps và Coralie Colmez, Math on trial. How numbers get used and abused in the courtroom, Basic Books, 2013. ISBN 978-0-465-03292-1. (Sixth chapter: "Math error number 6: Simpson's paradox. The Berkeley sex bias case: discrimination detection").